# Until We Say Goodbye
Until We Say Goodbye é uma canção de rock instrumental do guitarrista virtuoso estadunidense Joe Satriani, que foi lançada como único single do álbum Engines of Creation, de 2000 (é a 4a faixa do álbum).
No EP Additional Creations, também de 2000 e que é vendido juntamente com o Engines of Creation, ela é intitulada "Until We Say Goodbye (Techno Mix)", e tem 1 min a mais que a original.

## Faixas do Single
| N.º            | Título                 | Duração |  |
| 1.             | "Until We Say Goodbye" | 4:31    |  |
| Duração total: | Duração total:         | 4:31    |  |

## Prêmios e Indicações
| Ano  | Canção                 | Prêmio        | Indicação                               | Resultado | Ref.  |
| ---- | ---------------------- | ------------- | --------------------------------------- | --------- | ----- |
| 2001 | "Until We Say Goodbye" | Grammy Awards | Melhor Performance de Rock Instrumental | Indicado  | [ 1 ] |